# جمال محمد إبراهيم
جمال محمد إبراهيم (7 أبريل 1949-) هو شاعر وروائي ودبلوماسي سوداني، حصل على بكالوريوس مع مرتبة الشرف في علم الاجتماع عام 1973 من «جامعة الخرطوم» في السودان، التحق بوزارة الخارجية في 1975، شغل منصب سفير السودان لدى لبنان خلال الفترة من 2006 إلى 2009، وهو عضو «اتحاد الكتاب السودانيين»، وعضو مجلس أمناء «مركز راشد دياب للفنون»، وصحفي ومستشار لـ«صحيفة سودانايل الإلكترونية السودانية»، كما أنه صحفي وكاتب في «صحيفة العربي الجديد» و«صحيفة السودان اليوم» في السودان.
نشر عددا من المقالات والترجمات والأعمال الأدبية الأخرى في صحيفة «الشرق الأوسط اللندنية» و«صحيفة الحياة اللندنية» و«صحيفة الزمان اللندنية»، والنهار اللبنانية، والسفير اللبنانية.

## مسيرته المهنية
بدأ عمله في «وزارة الثقافة والإعلام والسياحة السودانية» بين عام 1973 و1975، ثم في «وزارة الخارجية السودانية» في الفترة بين 1975 و2009، شغل خلالها منصب سفير السودان في لبنان بين 2006 و2009.

## مؤلفات
صدرت له عدة أعمال أدبية منها:
- «امرأة البحر أنت»، مجموعة شعرية، رياض الريس للنشر، بيروت 2007.[3]
- «نقطة التلاشي»، رواية - دار الساقي، بيروت 2008.[4]
- «دفاتر كمبالا»، رواية - دار نلسن - بيروت/السويد، 2009.[5]
- «الدبلوماسية الكولونيالية: ملاحظات وقراءة في الوثائق البريطانية عن نشأة وزارة الخارجية السودانية»، دراسة - دار نلسن - بيروت/السويد - 2009.[6]
- «سكين في خاصرة الافق»، مجموعة شعرية، رياض الريس للنشر- بيروت - 2009.[7]
- «حان أوان الرحيل: رواية» الدار العربية للعلوم ناشرون، بيروت، 2010.[8]
- «رحلة العسكري الأخيرة» رواية، هيئة الخرطوم للصحافة والنشر، 2013.[9]
- «دفاتر القبطي الأخير: رواية»، دار مدارات للطباعة والنشر والتوزيع، الخرطوم، 2017.[10]
- «نور: تداعي الكهرمان: رواية»، دار مدارات للطباعة والنشر والتوزيع، الخرطوم، 2019.[11]

## جوائز وأوسمة
نال «وسام الأرز» بدرجة ضابط أكبر من الجمهورية اللبنانية في أبريل 2009.